# Aleksandr Grave
Aleksandr Grave (Moscou, 8 de setembro de 1920 - 5 de março de 2010) foi um ator russo.